# Hội đồng Bảo an Liên Hợp Quốc
Hội đồng Bảo an Liên Hợp Quốc (HĐBA) là một trong năm cơ quan chính của Liên Hợp Quốc, có quyền đề nghị Đại Hội đồng kết nạp nước mới vào Liên Hợp Quốc, phê chuẩn các điều sửa đổi, bổ sung Hiến chương Liên Hợp Quốc và quyết định các biện pháp giữ gìn hòa bình, trừng phạt, quân sự. Các nước thành viên LHQ có nghĩa vụ thi hành các nghị quyết của HĐBA.
HĐBA họp lần đầu tiên vào ngày 17 tháng 1 năm 1946. Vào thời kỳ Chiến tranh Lạnh, HĐBA bị tê liệt do tranh chấp giữa Hoa Kỳ và Liên Xô nhưng có nghị quyết về các xung đột ở Triều Tiên, Congo, Síp, Tây New Guinea và Bán đảo Sinai. Sau khi Liên Xô tan rã, HĐBA đẩy mạnh hoạt động giữ gìn hòa bình, có nghị quyết về Kuwait, Namibia, Campuchia, Bosnia và Herzegovina, Rwanda, Somalia, Sudan và Cộng hòa Dân chủ Congo.
HĐBA gồm 15 ủy viên, có năm ủy viên thường trực là Anh, Mỹ, Nga, Pháp và Trung Quốc thuộc khối Đồng Minh thời Chiến tranh thế giới thứ hai. Ủy viên thường trực có quyền phủ quyết nghị quyết của HĐBA. Mười ủy viên không thường trực được bầu ra theo khu vực, có nhiệm kỳ là hai năm. Các ủy viên luân phiên giữ chức Chủ tịch HĐBA.
Lực lượng giữ gìn hòa bình của LHQ chịu trách nhiệm thi hành các nghị quyết của HĐBA. Tháng 11 năm 2021, trên thế giới có 12 nhiệm vụ giữ gìn hòa bình có 121 nước tham gia, 87.000 binh lính và ngân sách 6,3 tỷ đô la Mỹ.

## Lịch sử

### Sáng lập
Trước khi LHQ ra đời đã có nhiều tổ chức và hội nghị được thành lập để điều hòa xung đột giữa các nước như Ủy ban Chữ thập đỏ quốc tế và các Công ước Den Haag năm 1899 và năm 1907. Sau Chiến tranh thế giới thứ nhất, Hội Quốc Liên được thành lập để giữ gìn an ninh quốc tế. Hội Quốc Liên có một số thành công nhất định trong việc hòa giải các tranh chấp lãnh thổ nhưng không ngăn được Nhật Bản xâm lược Mãn Châu, Ý xâm lược Ethiopia và các hành vi bành trướng của Đức Quốc Xã. Ngoài ra, Hội Quốc Liên không có đại diện của các thuộc địa trên thế giới và sự tham gia tích cực của một số cường quốc như Mỹ, Liên Xô, Đức và Nhật Bản. Tuy nhiên, nhiều tổ chức quốc tế do Hội Quốc Liên thành lập về sau được Liên Hợp Quốc tiếp quản.

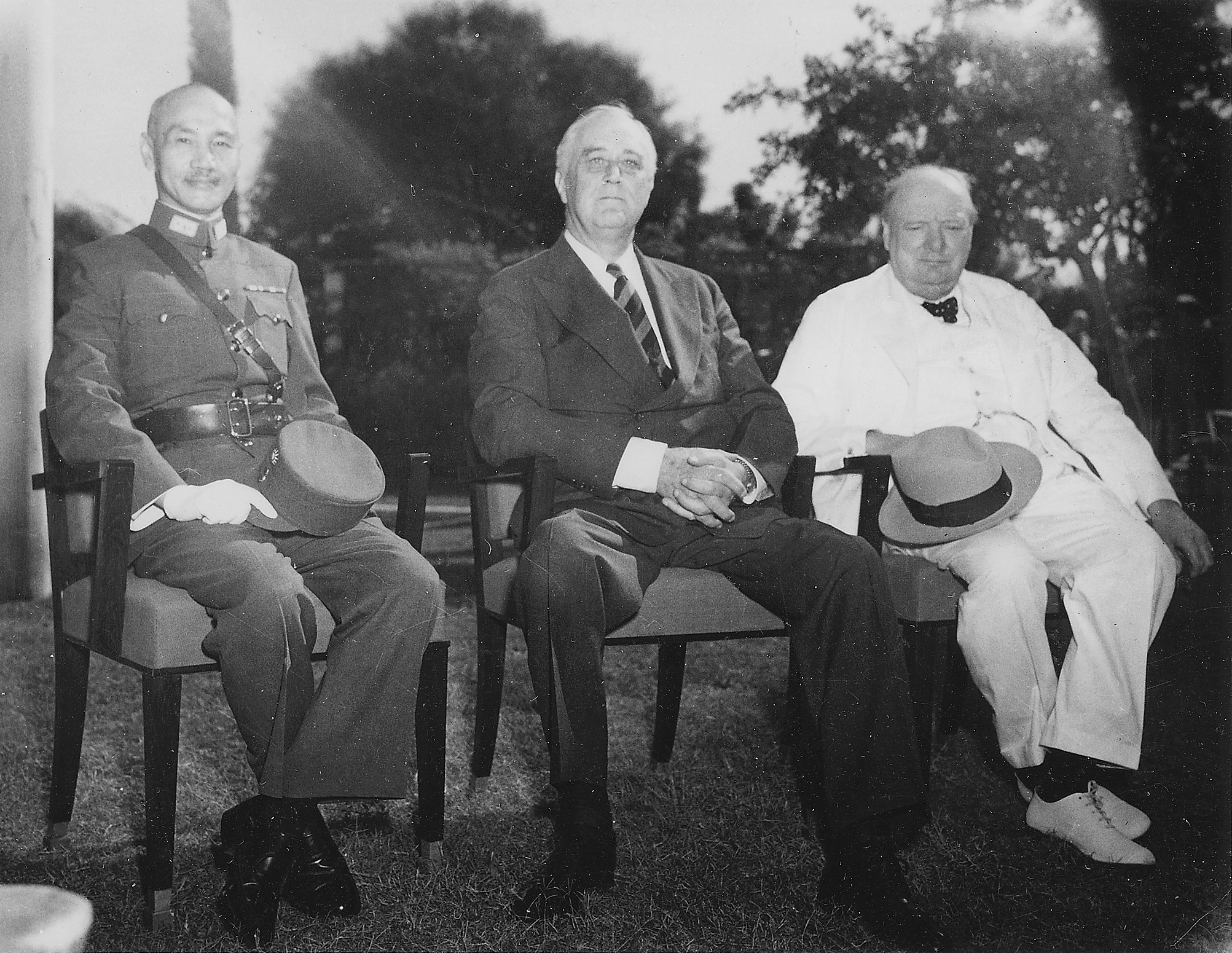
Tưởng Giới Thạch, Franklin D. Roosevelt và Winston Churchill ở Hội nghị Cairo vào năm 1943.

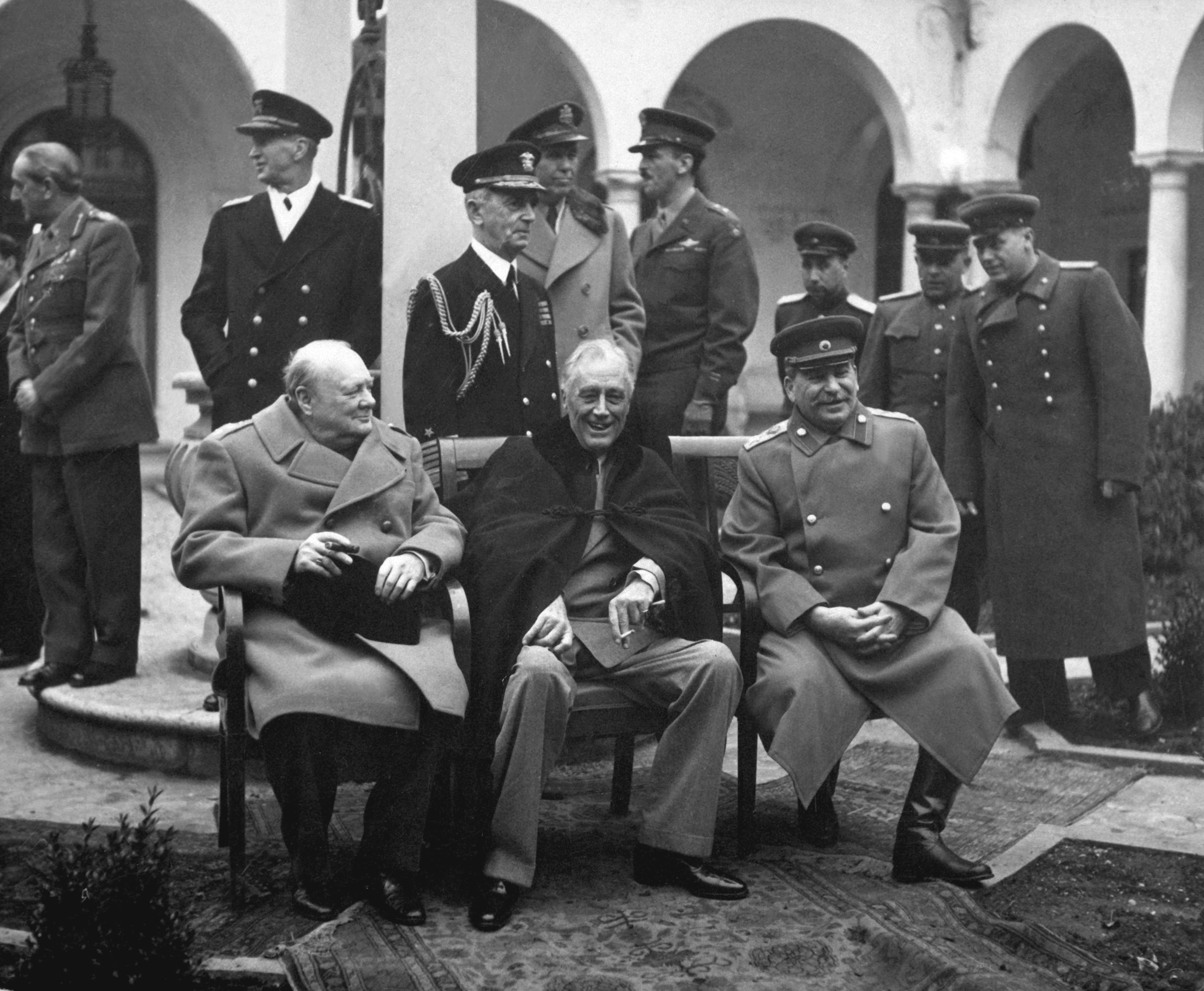
Thủ tướng Anh Winston Churchill, Tổng thống Mỹ Franklin D. Roosevelt và Tổng Bí thư Liên Xô Iosif Stalin ở Hội nghị Yalta, tháng 2 năm 1945

Ngày 1 tháng 1 năm 1942, Anh, Liên Xô, Mỹ và Trung Hoa Dân quốc ký bản Tuyên ngôn chung Liên Hợp Quốc, lần đầu tiên dùng từ Liên Hợp Quốc để chỉ khối Đồng Minh. Tổng cộng 47 nước ký bản Tuyên ngôn chung LHQ. Bốn nước Anh, Liên Xô, Mỹ và Trung Hoa Dân quốc được gọi là "Bốn cảnh sát".
Ngày 21 tháng 8 năm 1944, Anh, Liên Xô, Mỹ và Trung Hoa Dân quốc họp Washington, D.C. để thảo luận về sự tổ chức của Liên Hợp Quốc. Vấn đề thành phần của HĐBA được đưa ra. Bốn nước đồng ý tự chọn mình làm ủy viên thường trực. Mỹ đề nghị thêm Brasil làm ủy viên thường trực nhưng bị Anh và Liên Xô phản đối. Vấn đề nóng hổi nhất là quyền phủ quyết của các ủy viên thường trực. Liên Xô chủ trương rằng mỗi ủy viên thường trực nên có quyền phủ quyết đối với nghị quyết của HĐBA và thậm chí việc thảo luận nghị quyết đó. Anh phản bác rằng ủy viên thường trực được phủ quyết nghị quyết liên quan đến mình là không hợp lý. Ở Hội nghị Yalta, Anh, Mỹ và Liên Xô đồng ý rằng mỗi ủy viên thường trực được phủ quyết nghị quyết của HĐBA nhưng không được ngăn việc thảo luận nghị quyết đó.
Ngày 25 tháng 4 năm 1945, Hội nghị San Francisco khai mạc để soạn thảo Hiến chương Liên Hợp Quốc, có 50 nước thuộc khối Đồng Minh tham gia. Úc vận động những nước khác hạn chế quyền phủ quyết của các ủy viên thường trực nhưng không tranh thủ được đủ phiếu bởi vì những nước khác sợ các cường quốc sẽ không chịu tham gia Liên Hợp Quốc nếu không có quyền phủ quyết. Đề nghị của phái đoàn Úc bị bác bỏ với 10 phiếu thuận và 20 phiếu chống.
Ngày 24 tháng 10 năm 1945, Hiến chương LHQ được phê chuẩn. Ngày 17 tháng 1 năm 1946, HĐBA họp lần đầu tiên ở Church House, Westminster tại Luân Đôn, Anh.

### Chiến tranh Lạnh

Church House ở Luân Đôn, hội trường đầu tiên của HĐBA vào ngày 17 tháng 1 năm 1946

Vào thời kỳ đầu của Chiến tranh Lạnh, HĐBA bị tê liệt do tranh chấp giữa Mỹ và Liên Xô. HĐBA chỉ can thiệp vào những xung đột không có Mỹ và Liên Xô dính líu tới; một ngoại lệ là HĐBA cho phép liên quân Mỹ can thiệp vào Chiến tranh Triều Tiên vào năm 1950 nhưng Liên Xô vắng mặt ở cuộc biểu quyết. Năm 1956, HĐBA lần đầu tiên thành lập lực lượng giữ gìn hòa bình để giải quyết Khủng hoảng Kênh đào Suez. Ủy ban tham mưu quân sự thuộc HĐBA cũng bị tê liệt tuy có nhiệm vụ chỉ huy các lực lượng quân sự của LHQ. Ủy ban tham mưu quân sự ngừng hoạt động từ giữa thập niên 1950.
HĐBA tập trung vào các xung đột nhỏ, không ảnh hưởng đến quyền lợi của Mỹ và Liên Xô. Năm 1960, HĐBA điều lực lượng giữ gìn hòa bình đến giải quyết Khủng hoảng Congo, một trong những nhiệm vụ giữ gìn hòa bình lớn nhất trong lịch sử của LHQ. Năm 1962, LHQ tiếp quản Tây New Guinea thay Hà Lan trong thời kỳ chuyển tiếp chủ quyền đến Indonesia. Năm 1964, HĐBA điều lực lượng giữ gìn hòa bình đến Síp để phòng ngừa xung đột giữa bên Hy Lạp và bên Thổ Nhĩ Kỳ, hiện tại là một trong những nhiệm vụ giữ gìn hòa bình lâu nhất của LHQ.
Ngày 25 tháng 10 năm 1971, Đại Hội đồng LHQ thông qua nghị quyết công nhận Cộng hòa Nhân dân Trung Hoa là nhà nước đại diện chính đáng của Trung Quốc. Trung Hoa Dân quốc bị khai trừ khỏi LHQ, Cộng hòa Nhân dân Trung Hoa tiếp quản quyền đại diện Trung Quốc ở LHQ. Kết quả biểu quyết đánh dấu sự suy yếu của thế lực Mỹ ở LHQ. Từ thập niên 1970, LHQ chuyển hướng sang phát triển kinh tế và trao đổi văn hóa sau khi HĐBA giải hòa xung đột thất bại ở Trung Đông, Việt Nam và Kashmir. Ngân sách phát triển kinh tế, xã hội tăng mạnh hơn ngân sách giữ gìn hòa bình.

### Sau Chiến tranh Lạnh

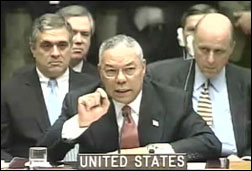
Bộ trưởng Bộ Ngoại giao Mỹ Colin Powell cầm mẫu một lọ bệnh than mà thuyết trình ở HĐBA vào tháng 2 năm 2003.

Sau Chiến tranh Lạnh, LHQ đẩy mạnh hoạt động giữ gìn hòa bình, chỉ trong mười năm có nhiều nhiệm vụ hơn bốn thập kỷ trước. Từ năm 1988 đến năm 2000, HĐBA thông qua gấp đôi số nghị quyết, ngân sách giữ gìn hòa bình tăng gấp mười lần. Năm 1989, HĐBA điều lực lượng giữ gìn hòa bình đến Namibia. Năm 1991, HĐBA thông qua nghị quyết lên án Iraq xâm lược Kuwait và về sau cho phép liên quân Mỹ tham chiến đẩy lùi quân Iraq. Năm 1992, LHQ tổ chức đàm phán chấm dứt Nội chiến El Salvador. Năm 1993, LHQ tổ chức bầu cử tự do và công bằng ở Campuchia. LHQ giám sát cuộc bầu cử ở Nam Phi sau khi chế độ apartheid bị thủ tiêu. Tuy nhiên, Thứ Tổng Thư ký LHQ Brian Urquhart gọi những thành công này là "sự phục hưng giả" do những thất bại về sau của LHQ.
Đầu thập niên 90, LHQ đối mặt với một loạt các cuộc khủng hoảng trong nước ở những nước như Haiti, Mozambique và Nam Tư cũ mà Hiến chương LHQ không dự liệu cho HĐBA giải quyết. Lực lượng giữ gìn hòa bình LHQ ở Bosnia bị chỉ trích vì không ngăn chặn nạn thanh lọc sắc tộc ở đó. Năm 1994, lực lượng LHQ không can thiệp vào nạn diệt chủng Rwanda do HĐBA bế tắc.
Cuối thập niên 90, HĐBA quyết nghị nhiều hình thức can thiệp vào các xung đột quốc tế. HĐBA điều lực lượng giữ gìn hòa bình đến chấm dứt Nội chiến Sierra Leone, có lính thủy đánh bộ Anh yểm trợ. Năm 2001, HĐBA cho phép liên quân Mỹ dưới quyền NATO đánh Taliban sau vụ khủng bố 9/11. Năm 2003, Mỹ xâm lược Iraq mặc dù không được HĐBA cho phép, dấy lên nghi vấn về quyền lực của HĐBA. Ngoài ra, HĐBA quyết nghị can thiệp vào Chiến tranh Darfur ở Sudan và xung đột Kivu ở Cộng hòa Dân chủ Congo. Năm 2013, Tổng Thư ký LHQ kết luận rằng LHQ đã rút lực lượng quá sớm trong giai đoạn cuối của Nội chiến Sri Lanka, gián tiếp dẫn tới thương vong thường dân.

## Vai trò
HĐBA là cơ quan chính của LHQ để giữ gìn hòa bình và an ninh quốc tế. HĐBA có quyền điều tra các nguy cơ đe dọa nền hòa bình quốc tế, sắp xếp giải hòa các xung đột và yêu cầu các nước thành viên LHQ thi hành lệnh trừng phạt kinh tế, ngoại giao, quân sự. HĐBA tiến cử Tổng Thư ký cho Đại Hội đồng bầu ra và kiến nghị Đại Hội đồng kết nạp nước mới vào LHQ.
Chương VI Hiến chương LHQ quy định HĐBA có quyền điều tra các tranh chấp hoặc tình thế có thể gây ra sự bất hòa quốc tế hoặc tranh chấp quốc tế. HĐBA đề nghị các biện pháp cần thiết phòng khi có tranh chấp đe dọa nền hòa bình và an ninh quốc tế nhưng thường không có cơ chế để thi hành các biện pháp này.
Chương VII Hiến chương LHQ quy định HĐBA quyết định các biện pháp phòng khi có "sự đe dọa nền hòa bình, phá hoại nền hòa bình hoặc hành vi xâm lược". HĐBA có quyền điều lực lượng quân sự để "duy trì hoặc khôi phục nền hòa bình và an ninh quốc tế". Nghị quyết của HĐBA căn cứ chương VII có hiệu lực ràng buộc các nước thành viên LHQ.
Quy chế Roma về Tòa án Hình sự Quốc tế (TAHSQT) quy định HĐBA có quyền giao cho TAHSQT những vụ việc mà thường là ngoài thẩm quyển của TAHSQT. Tháng 3 năm 2005, HĐBA lần đầu tiên giao cho TAHSQT xem xét tình hình ở Darfur. Tháng 2 năm 2011, HĐBA lần thứ hai giao cho TAHSQT xem xét hành vi trấn áp của chính phủ Libya đối với phong trào biểu tình trong nước và gián tiếp gây ra Nội chiến Libya.
Ngày 28 tháng 4 năm 2006, HĐBA thông qua nghị quyết khẳng định lại rằng các nước đều có nghĩa vụ phòng chống nạn diệt chủng, nạn thanh lọc sắc tộc, tội chiến tranh và tội chống loài người.

## Thành viên

### Ủy viên thường trực
HĐBA có năm ủy viên thường trực có quyền phủ quyết các nghị quyết của HĐBA nhưng không được ngăn HĐBA thảo luận về nghị quyết đó.
| Quốc gia   | Nhóm khu vực              | Nhà nước hiện tại                       | Nhà nước cũ                                                                    |
| ---------- | ------------------------- | --------------------------------------- | ------------------------------------------------------------------------------ |
| Trung Quốc | Châu Á-Thái Bình Dương    | Cộng hòa Nhân dân Trung Hoa             | Trung Hoa Dân quốc (1945–1971)                                                 |
| Pháp       | Tây Âu và những nước khác | Đệ ngũ Cộng hòa Pháp                    | Chính phủ Lâm thời Cộng hòa Pháp (1945–1946) / Đệ tứ Cộng hòa Pháp (1946–1958) |
| Nga        | Đông Âu                   | Liên bang Nga                           | Liên bang Cộng hòa Xã hội chủ nghĩa Xô viết (1945–1991)                        |
| Anh Quốc   | Tây Âu và những nước khác | Vương quốc Liên hiệp Anh và Bắc Ireland | Không áp dụng                                                                  |
| Hoa Kỳ     | Tây Âu và những nước khác | Hợp chúng quốc Hoa Kỳ                   | Không áp dụng                                                                  |

Năm ủy viên thường trực HĐBA ban đầu là Anh, Chính phủ lâm thời Cộng hòa Pháp, Liên Xô, Mỹ và Trung Hoa Dân quốc. Đã có hai lần đổi ghế ủy viên thường trực. Năm 1971, Đại Hội đồng LHQ công nhận Cộng hòa Nhân dân Trung Hoa là nhà nước đại diện chính đáng của Trung Quốc và khai trừ Trung Hoa Dân quốc khỏi LHQ. Năm 1991, Liên Xô tan rã, Liên bang Nga được công nhận là nước thừa kế các quyền lợi và nghĩa vụ của Liên Xô. Ngoài ra, Pháp thành lập nền Đệ ngũ Cộng hòa vào năm 1958 dưới sự lãnh đạo của Charles de Gaulle nhưng được giữ ghế ủy viên thường trực do được quốc tế công nhận.
Năm ủy viên thường trực HĐBA là những nước lãnh đạo khối Đồng Minh thời Chiến tranh thế giới thứ hai. Họ có những quân đội mạnh nhất trên thế giới: năm 2013, năm nước này tổng cộng chi hơn một tỷ đô la Mỹ cho quân đội, chiếm hơn 55% tổng chi quân sự trên thế giới (chỉ Mỹ thôi đã chiếm hơn 35%). Họ là những nước xuất khẩu nhiều vũ khí nhất trên thế giới và những nước duy nhất được phép có vũ khí hạt nhân.

#### Quyền phủ quyết
Điều 27 Hiến chương LHQ quy định nghị quyết HĐBA được thông qua khi có ít nhất chín ủy viên biểu quyết tán thành, trừ phi một ủy viên thường trực phủ quyết. Biểu quyết trắng không phải là phủ quyết. Tất cả năm ủy viên thường trực đều phải biểu quyết về việc sửa đổi, bổ sung Hiến chương LHQ và đề nghị kết nạp nước mới vào LHQ. Ủy viên thường trực không được phủ quyết việc thảo luận về nghị quyết HĐBA. Ủy viên thường trực phần lớn thực hiện quyền phủ quyết đối với việc tiến cử Tổng Thư ký LHQ và việc kết nạp nước mới vào LHQ.
Ở Hội nghị San Francisco, các nước nhỏ phản đối quyền phủ quyết nhưng bị các cường quốc dọa là sẽ không tham gia LHQ nếu không có quyền phủ quyết.
Từ năm 1945 đến năm 2013, quyền phủ quyết nghị quyết HĐBA đã được thực hiện 269 lần: Trung Quốc phủ quyết 9 lần, Pháp 18 lần, Liên Xô rồi Nga 128 lần, Anh 32 lần, Mỹ 89 lần. Hai phần ba tổng số lần phủ quyết của Liên Xô và Mỹ được thực hiện trong thập kỷ đầu sau khi LHQ được thành lập.

### Ủy viên không thường trực
HĐBA có các ủy viên không thường trực đại diện cho các khu vực. Ban đầu HĐBA có sáu ủy viên không thường trực; sáu ủy viên không thường trực đầu tiên là Ai Cập, Ba Lan, Brasil, Hà Lan, Mexico và Úc. Năm 1965, số ủy viên không thường trực được tăng lên mười.
Ủy viên không thường trực do Đại Hội đồng bầu ra, nhiệm kỳ là hai năm, mỗi năm bầu lại năm ủy viên. Phải có ít nhất hai phần ba biểu quyết tán thành thì nước đó mới được bầu vào HĐBA. Năm 1979, Cuba và Colombia thỏa hiệp nhường ghế ủy viên không thường trực cho Mexico sau khi tranh cử ba tháng, 154 cuộc biểu quyết thất bại. Ủy viên không thường trực không được giữ chức hai nhiệm kỳ liên tiếp.
Châu Phi có ba ủy viên không thường trực, Mỹ Latin và Caribe có hai ủy viên, châu Á Thái Bình Dương có hai ủy viên, Tây Âu có hai ủy viên, Đông Âu có một ủy viên. Lệ thường là nhóm khu vực châu Á Thái Bình Dương và châu Phi luân phiên bầu ra một nước Ả Rập. Nhiệm kỳ năm số chẵn gồm hai ủy viên châu Phi, một ủy viên Đông Âu, một ủy viên châu Á Thái Bình Dương, một ủy viên Mỹ Latinh và Caribe. Nhiệm kỳ năm số lẻ gồm hai ủy viên Tây Âu, một ủy viên châu Á Thái Bình Dương, một ủy viên châu Phi, một ủy viên Mỹ Latinh và Caribe. Ủy viên Ả Rập được bầu ra vào nhiệm kỳ năm số chẵn.
Bên dưới là các ủy viên không thường trực nhiệm kỳ 2021-2022 và 2022-2023:
| Các khu vực               | 2021-2022        | 2022-2023                            |
| ------------------------- | ---------------- | ------------------------------------ |
| Châu Phi                  | Kenya            | Gabon                                |
| Châu Phi                  | Kenya            | Ghana                                |
| Châu Á - Thái Bình Dương  | Ấn Độ            | Các Tiểu vương quốc Ả Rập Thống nhất |
| Đông Âu                   |                  | Albania                              |
| Mĩ Latinh và Caribe       | México           | Brasil                               |
| Tây Âu và những nước khác | Cộng hòa Ireland |                                      |
| Tây Âu và những nước khác | Na Uy            |                                      |

### Chủ tịch
Chủ tịch HĐBA chủ tọa phiên họp HĐBA và sắp đặt chương trình nghị sự. Các ủy viên HĐBA luân phiên giữ chức chủ tịch HĐBA mỗi tháng theo thứ tự tên các nước ủy viên trong tiếng Anh.
Bên dưới là danh sách các nước giữ chức Chủ tịch HĐBA vào năm 2022:
| Tháng | Quốc gia                             |
| ----- | ------------------------------------ |
| 1     | Na Uy                                |
| 2     | Nga                                  |
| 3     | Các Tiểu vương quốc Ả Rập Thống nhất |
| 4     | Anh Quốc                             |
| 5     | Mỹ                                   |
| 6     | Albania                              |
| 7     | Brasil                               |
| 8     | Trung Quốc                           |
| 9     | Pháp                                 |
| 10    | Gabon                                |
| 11    | Ghana                                |
| 12    | Ấn Độ                                |

## Hội trường

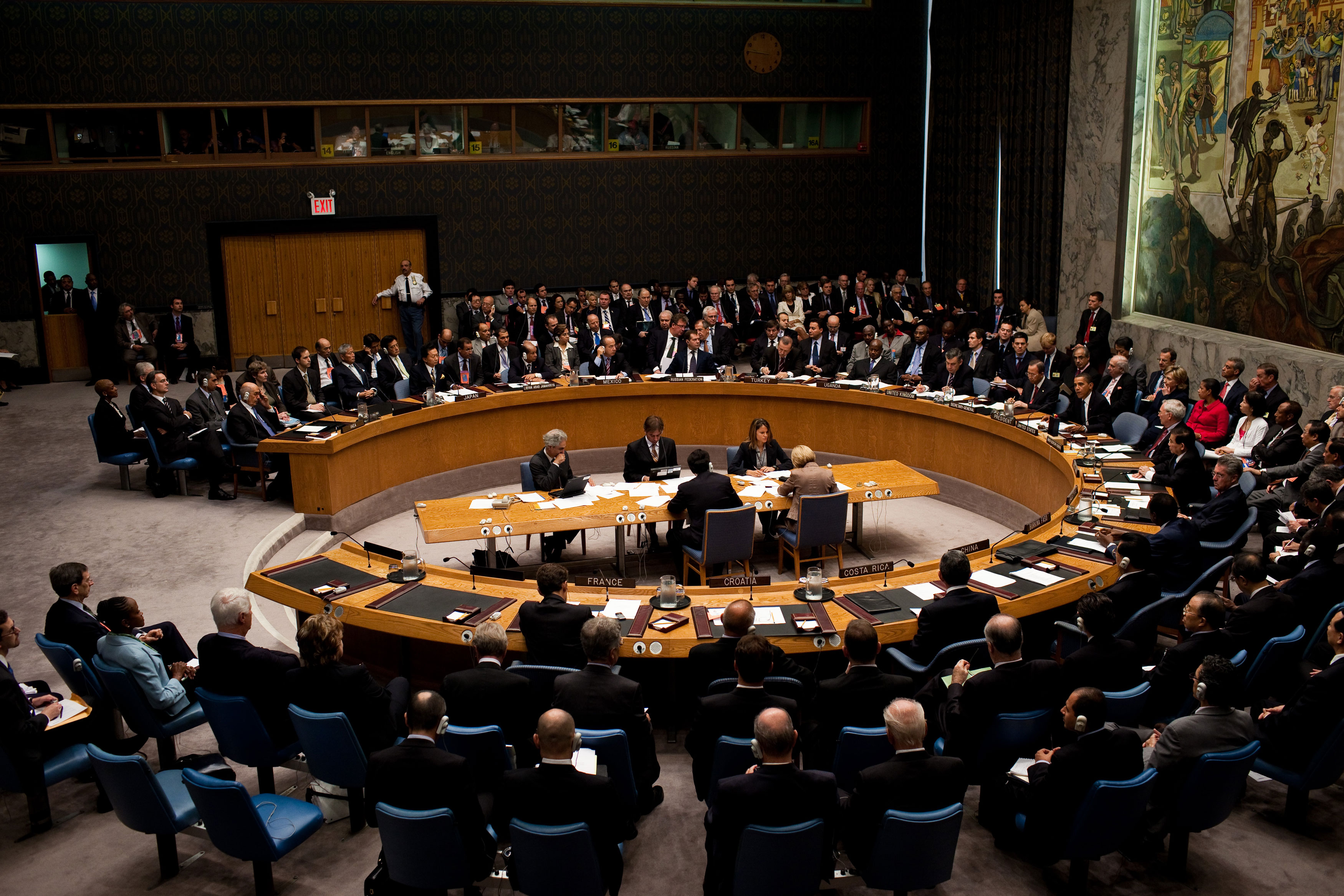
Tổng thống Mỹ Barack Obama chủ tọa phiên họp HĐBA.

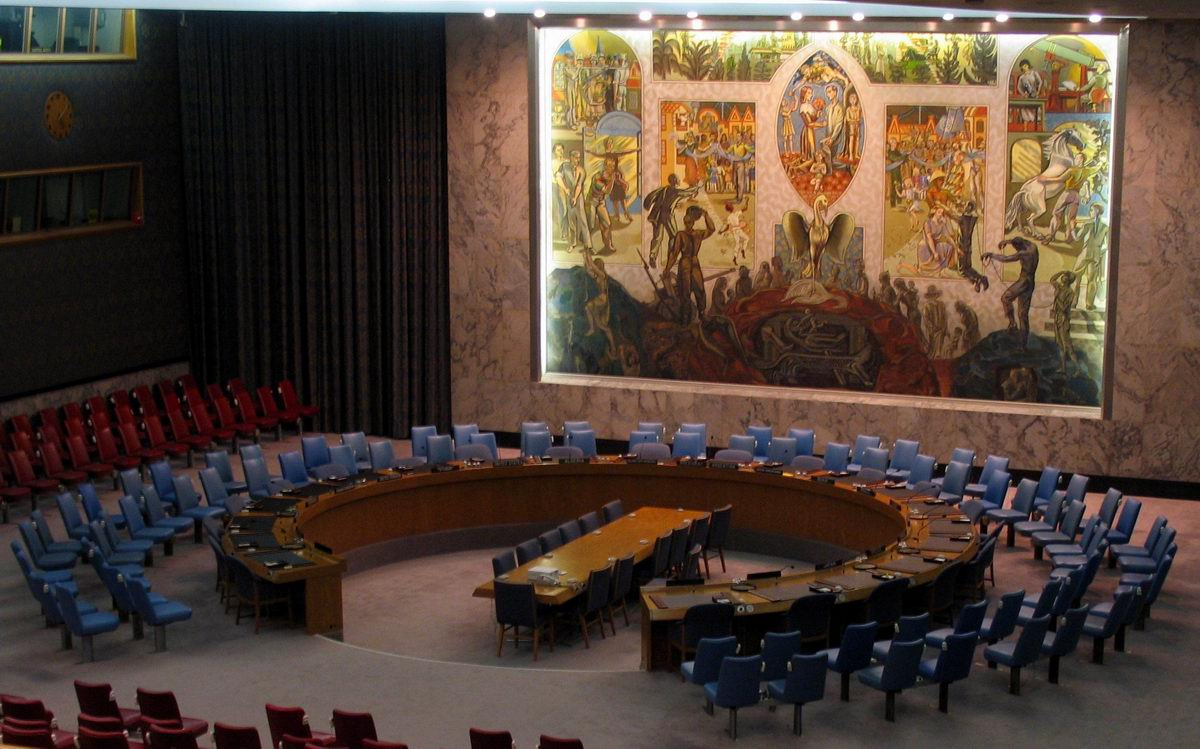
Bức tranh tường của họa sĩ người Na Uy Per Krohg ở phòng họp HĐBA.

Mỗi ủy viên HĐBA phải có một đại diện thường trực ở trụ sở LHQ phòng khi HĐBA phải họp khẩn cấp.
Phòng họp chính của HĐBA ở Trụ sở LHQ tại New York, là quà tặng của Na Uy, do kiến trúc sư người Na Uy Arnstein Arneberg thiết kế. Trong phòng họp có bức tranh tường của họa sĩ người Na Uy Per Krohg, vẽ cảnh con phượng hoàng sống lại, tượng trưng cho thế giới sau Chiến tranh thế giới thứ hai.
HĐBA đã họp ở những thành phố khác như Nairobi, Addis Ababa, Thành phố Panama và Genève. Từ tháng 3 năm 2010 đến ngày 16 tháng 4 năm 2013, phòng họp của HĐBA được sửa sang lại, do Na Uy tài trợ tổng kinh phí 5 triệu đô la Mỹ. Ở giữa phòng họp là chiếc bàn hình móng ngựa. Chủ tịch HĐBA ngồi ở chính giữa, bên phải là Thư ký, bên trái là Phó Thư ký. Các ủy viên ngồi quanh chủ tịch theo thứ tự tên các nước ủy viên trong tiếng Anh, chừa hai ghế ở cuối bàn cho khách mời. Thứ tự ghế ngồi thay đổi mỗi tháng.

### "Hiệp thương ngoài lề"
HĐBA thường xuyên "hiệp thương ngoài lề" để giải quyết các vấn đề trước khi họp công khai.
Năm 1978, một phòng họp phụ được xây bên cạnh phòng họp chính của HĐBA, do Tây Đức tài trợ. Phòng họp đó trở thành địa điểm "hiệp thương ngoài lề" của HĐBA. Năm 1994, đại sứ Pháp ở LHQ phản ánh với Tổng Thư ký rằng "hiệp thương ngoài lề đã trở thành tác phong chính của HĐBA còn họp công khai thì ngày càng hiếm, hóa vô nghĩa bởi mọi việc đã được quyết trước". Năm 2013, đại sứ Nga ở LHQ gọi phòng hiệp thương là "địa điểm thú vị nhất trong toàn thể giới ngoại giao".
Chỉ các ủy viên HĐBA được vào phòng hiệp thương, báo chí và các nước thành viên LHQ khác không được tham dự. Không có biên bản về các phiên hiệp thương ngoài lề nên các ủy viên có thể giao tiếp thân mật; trong một phiên hiệp thương ngoài lề, đại diện của một nước cộng sản bắt đầu công kích Mỹ nhưng bị đại diện của Liên Xô trách: "ở đây không được ăn nói như vậy".
Trước khi được đưa ra thảo luận công khai thì nghị quyết HĐBA đã được quyết định ở các phiên hiệp thương ngoài lề. Ví dụ: Nghị quyết HĐBA 1373 được thông qua trong năm phút mà không có thảo luận. Thường thì nghị quyết không được đưa ra nếu đã bị ủy viên thường trực HĐBA phản đối ở phiên hiệp thương ngoài lề, trừ phi có ủy viên muốn ép ủy viên thường trực công khai phủ quyết.
Năm 2012, HĐBA họp hiệp thương ngoài lề 160 lần, họp kín 16 lần, họp công khai 9 lần. Năm 2016, HĐBA họp hiệp thương ngoài lề 150 lần, họp kín 19 lần, họp công khai 68 lần.

## Cơ quan giúp việc
Điều 29 Hiến chương LHQ quy định HĐBA có quyền thành lập các cơ quan giúp việc như Ủy ban tham mưu kết nạp nước thành viên LHQ, Tòa án Hình sự Quốc tế về Nam Tư cũ, Tòa án Hình sự Quốc tế về Rwanda và các Ủy ban Trừng phạt.

## Lực lượng giữ gìn hòa bình LHQ
HĐBA quyết định điều lực lượng giữ gìn hòa bình đến các vùng mới ngừng chiến để thi hành hiệp định hòa bình và ngăn các bên gây chiến lại. Quân số lực lượng giữ gìn hòa bình do các nước thành viên LHQ cung cấp, được gọi là "lính mũ nồi xanh". Năm 1988, lực lượng giữ gìn hòa bình LHQ được trao Giải Nobel Hòa bình.

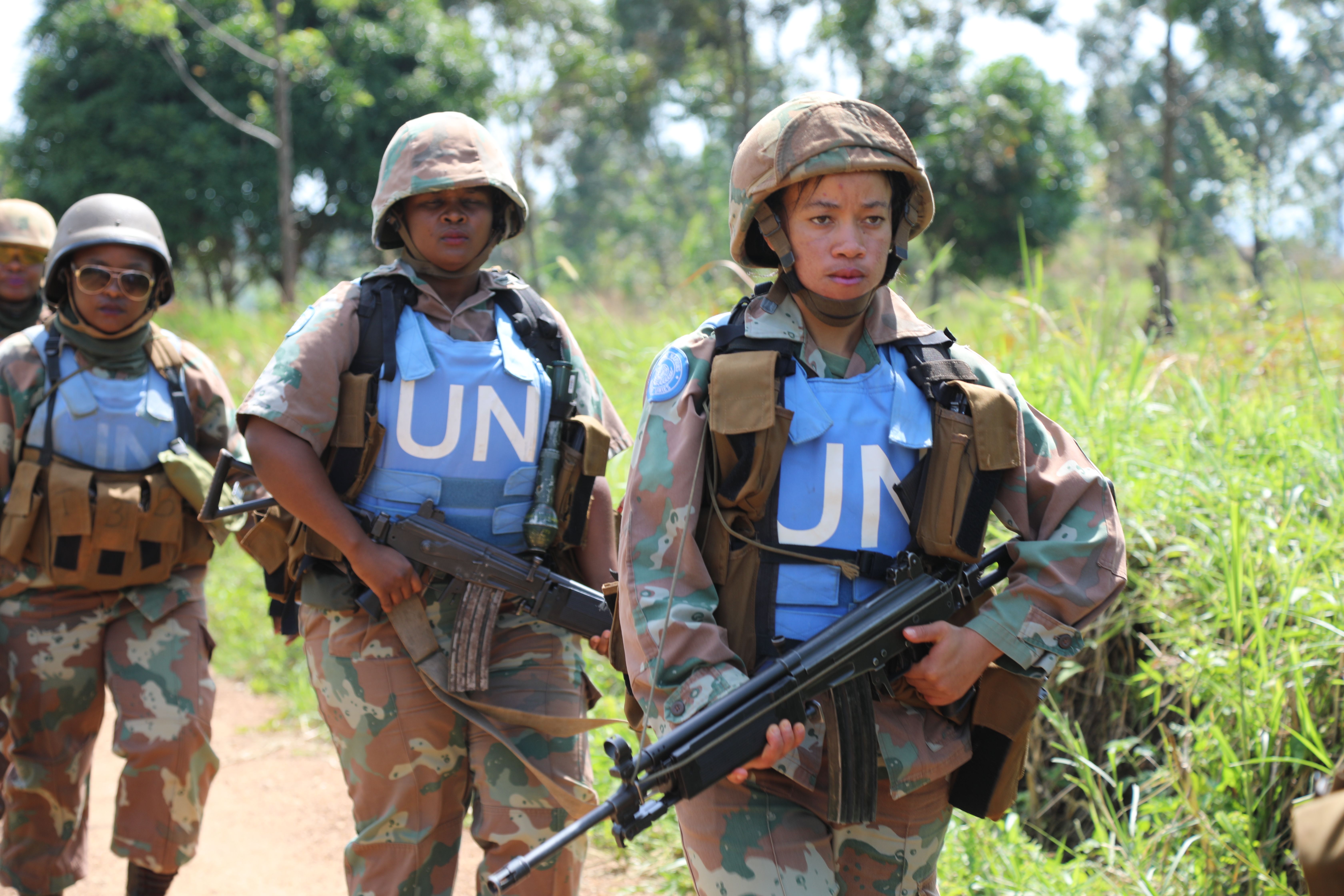
Quân lực lượng giữ gìn hòa bình LHQ ở Cộng hòa Dân chủ Congo vào năm 2018

Tháng 9 năm 2013, LHQ có 116.837 binh lính tham gia giữ gìn hòa bình ở 15 địa điểm. Lực lượng lớn nhất ở Cộng hòa Dân chủ Congo, gồm 20.688 binh lính. Lực lượng nhỏ nhất ở Kashmir, gồm 42 binh lính có nhiệm vụ giám sát ngừng bắn. Nhiệm vụ giữ gìn hòa bình lâu nhất hiện ở Trung Đông, hoạt động từ năm 1948 đến nay.
Binh lính lực lượng giữ gìn hòa bình LHQ đã bị cáo buộc hiếp dâm trẻ em, mua dâm và thực hiện các hành vi ngược đãi tình dục khác ở Cộng hòa Dân chủ Congo, Haiti, Liberia, Sudan, Nam Sudan, Burundi, và Bờ Biển Ngà. Sau trận động đất Haiti năm 2010, giới khoa học kết luận binh lính LHQ gây ra dịch tả làm chết hơn 8.000 người Haiti.
Ngân sách giữ gìn hòa bình được tính riêng với ngân sách chính của LHQ. Các nước thành viên LHQ nộp tiền vào ngân sách theo khả năng nhưng LHQ phụ thu đối với năm ủy viên thường trực HĐBA để bù khoản thu chiết khấu của các nước kém phát triển. Năm 2020, 10 nước đóng góp nhiều nhất vào ngân sách giữ gìn hòa bình LHQ là Mỹ (27,89%), Trung Quốc (15,21%), Nhật Bản (8,56%), Đức (6,09%), Anh (5,79%), Pháp (5,61%), Ý (3,30%), Nga (3,04%), Canada (2,73%) và Hàn Quốc (2,26%).